# Veronica corriganii
Veronica corriganii är en grobladsväxtart som först beskrevs av Carse, och fick sitt nu gällande namn av Garn.-jones. Veronica corriganii ingår i släktet veronikor, och familjen grobladsväxter. Inga underarter finns listade i Catalogue of Life.